# Frank Glasgow Tinker
Frank Glasgow Tinker (Kaplan, 14 luglio 1909 – Little Rock, 13 giugno 1939) è stato un aviatore statunitense pilota di caccia.
Combatté come mercenario con le forze repubblicane durante la guerra civile spagnola, dove divenne un asso dell'aviazione. Morì suicida poco dopo la pubblicazione del libro autobiografico Some Still live, divenuto un best seller.

## Primi anni
Crebbe a DeWitt e nel 1926 entrò a far parte della Marina degli Stati Uniti nella speranza di diventare un aviatore navale.  Nel 1933 si laureò presso la U.S. Naval Academy. Nel 1934 venne assegnato all'aviazione della Marina degli Stati Uniti e diventò pilota di un idrovolante da ricognizione dell'incrociatore USS San Francisco (CA-38).
A causa di problemi con l'alcol, venne licenziato dalla Marina.
Più tardi, nel 1935, fu ingaggiato con l'equipaggio di una nave cisterna della Standard Oil sulla rotta da New York a Baton Rouge.
Da luglio 1936, lasciò il suo lavoro con la Standard Oil e cercò un lavoro come pilota.